# Charalambos Lagos
Charalambos Lagos (griechisch Χαράλαμπος Λαγός, * 17. November 1995) ist ein griechischer Mittelstreckenläufer, der sich auf den 800-Meter-Lauf spezialisiert hat.

## Sportliche Laufbahn
Erste internationale Erfahrungen sammelte Charalambos Lagos im Jahr 2019, als er bei den Balkan-Hallenmeisterschaften in Istanbul in 1:54,08 min den achten Platz über 800 Meter belegte. Im Jahr darauf gelangte er bei den Balkan-Hallenmeisterschaften ebendort mit 1:51,76 min auf Rang sechs und 2022 wurde er bei den Balkan-Meisterschaften in Craiova in 1:50,22 min Achter. 2025 wurde er bei der 2. Liga der Team-Europameisterschaft in Madrid in 1:48,79 min Siebter im B-Lauf über 800 Meter, ehe er bei den Balkan-Meisterschaften in Volos in 
2020 wurde Lagos griechischer Meister im 800-Meter-Lauf im Freien sowie 2019 in der Halle. Zudem wurde er 2022 und 2022 Landesmeister in der 4-mal-400-Meter-Staffel und 2025 über 1500 Meter. 

## Persönliche Bestleistungen
- 800 Meter: 1:48,28 min, 15. Juni 2025 in Trikala
  - 800 Meter (Halle): 1:50,81 min, 10. Februar 2019 in Piräus
- 1500 Meter: 3:43,40 min, 26. Juli 2025 in Volos